# UEFA-Futsal-Pokal 2017/18
Der UEFA-Futsal-Pokal 2017/18 war die 32. Auflage des wichtigsten Wettbewerbs für europäische Futsalvereine und die 17. und letzte die unter dieser Bezeichnung stattfand. Ab der Saison 2018/2019 trägt der Wettbewerb den Namen UEFA-Futsal-Champions League. Am Wettbewerb nahmen in dieser Saison 56 Klubs aus 52 Landesverbänden der UEFA teil. Erstmals war darunter auch ein Vertreter Nordirlands.
Die Saison begann mit den Hinspielen der ersten Qualifikationsrunde am 29. Juni 2017 und endete mit dem Finale am 16. Mai 2018 im Pabellón Príncipe Felipe in der spanischen Stadt Saragossa, welches Inter FS gegen Sporting Lissabon gewann und damit zum Rekordsieger des Wettbewerbs avancierte.

## Termine
| Runde        | Auslosung        | Spieldaten                                                            |
| ------------ | ---------------- | --------------------------------------------------------------------- |
| Vorrunde     | 6. Juli 2017     | 22.–27. August 2017                                                   |
| Hauptrunde   | 6. Juli 2017     | 10.–15. Oktober 2017                                                  |
| Eliterunde   | 19. Oktober 2017 | 21.–26. November 2017                                                 |
| Finalturnier | 14. März 2018    | Halbfinale: 20. April 2018 Spiel um Platz 3 & Finale: 22. April 2018. |

## Modus

### Teilnehmer
Die besten drei Verbände im UEFA Futsal Nationalmannschafts Koeffizientenranking erhalten zwei Startplätze, in der Regel der Sieger und der Zweitplatzierte der nationalen Futsalmeisterschaft. Zusätzlich erhält der Titelverteidiger einen automatischen Startplatz. Der entsprechende Verband kann daher einen zweiten Verein entsenden. Sollte der Titelverteidiger aus einem der drei topgerankten Verbände kommen, erhält der viertbeste Nation im Futsal Koeffizientenranking einen zweiten Startplatz. Alle weiteren Verbände können ein Team entsenden, in der Regel der nationale Futsalmeister.
Insgesamt können maximal 59 Teams aus den 55 UEFA Mitgliedsverbänden teilnehmen.
Da der Sieger des UEFA-Futsal-Pokal 2016/17 Inter FS aus einem der drei besten Verbände stammt, erhielt Italien einen zweiten Startplatz. Insgesamt meldeten 56 Teams aus 52 Mitgliedsverbänden ihre Teilnahme an, so viele wie nie zuvor. Nordirland entsendete erstmals ein Team. Aus den deutschsprachigen Ländern nahmen Jahn Regensburg (Deutschland), ASKÖ FC Diamant Linz (Österreich) und Futsal Minerva Bern (Schweiz) als jeweilige Meister der nationalen Futsalmeisterschaften teil.

### Einteilung
Die gemeldeten Teams werden anhand ihres Futsal-UEFA-Klubkoeffizientens, gebildet aus dem Abschneiden in europäischen Wettbewerben über die drei vergangenen Saisons, gerankt.
Vorrunde
- Die Teams auf den Plätzen 24–55 steigen in der Vorrunde ein und spielen in Vierergruppen. Die Gruppensieger qualifizieren sich für die Hauptrunde.

Hauptrunde
- Der Titelverteidiger und die Teams auf den Plätzen 1–23 steigen direkt in die Hauptrunde ein, geteilt in einen A-Pfad und einen B-Pfad.
  - Pfad A beinhaltet den Titelverteidiger und die Teams auf den Rankingplätzen 1–11 und 16–19. Diese 16 Teams werden in Vierergruppen gelost. Die besten drei Teams jeder Gruppe qualifizieren sich für die Eliterunde.
  - Pfad B beinhaltet die Teams auf den Plätzen 12–15 und 20–33 sowie die 8 Gruppensieger der Vorrunde. Diese 16 Teams werden in Vierergruppen gelost, aus denen sich der jeweilige Gruppensieger für die Eliterunde qualifiziert.

Eliterunde
- Die 16 Teams in der Eliterunde werden in Vierergruppen gelost. Die Sieger jeder Gruppe qualifizieren sich für das Finalturnier.[3]

### Format
In der Vorrunde, Hauptrunde und Eliterunde werden als Mini-Turnier bei einer vorher ausgewählten Mannschaft der Gruppe ausgetragen. Dabei spielt jede Mannschaft einmal gegen jede andere Mannschaft ihrer Gruppe.
Die Teams werden nach Anzahl ihrer erzielten Punkte gerankt (3 Punkte für einen Sieg, 1 Punkt für ein Unentschieden und 0 Punkte für eine Niederlage). Sollten zwei oder mehrere Teams nach Abschluss aller Gruppenspiele punktgleich sein, kommen folgende Regeln zum Einsatz:
1. Anzahl der Punkte im direkten Vergleich
2. Tordifferenz im direkten Vergleich
3. Anzahl erzielter Tore im direkten Vergleich
4. Wenn mehr als zwei Mannschaften punktgleich sind und nach Anwendung der oben genannten Kriterien immer noch eine Anzahl an Teams gleichauf sind, werden die Kriterien des direkten Vergleichs ausschließlich auf diese Teams angewendet um die Reihenfolge zu bestimmen
5. Tordifferenz in allen Gruppenspielen
6. Erzielte Tore in allen Gruppenspielen
7. Sechsmeterschießen wenn zwei Mannschaften die gleiche Anzahl an Punkten aufweisen, direkt in der letzten Begegnung der Runde aufeinandertreffen und nach Anwendung aller obigen Kriterien weiterhin gleichauf sind. Diese Regel kommt nicht zur Anwendung wenn mehr als zwei Mannschaften punktgleich sind oder die Reihenfolge nicht relevant für die Qualifikation zur nächsten Runde ist.
8. Fair-Play Wertung (Rote Karte = 3 Punkte, Gelbe Karte = 1 Punkt, Gelb-Rote Karte = 3 points);
9. UEFA-Futsal-Klubkoeffizient
10. Losentscheidung[3]

Das Finalturnier wird im K.-o.-System gespielt. Als Austragungsort für das Finalturnier wurde der Pabellón Príncipe Felipe in Saragossa von der UEFA bestimmt.

## Vorrunde
An der Vorrunde nahmen die Mannschaften auf den Plätzen 24–55 des Klubkoeffizientenrankings teil. Diese wurden anhand ihres Rankings erneut in vier Lostöpfe eingeteilt. Aus jedem Lostopf wurde eine Mannschaft in eine der 8 Vorrundengruppen gelost. Im Vorfeld wurden acht Mannschaften als Gastgeber für die jeweiligen Mini-Turniere ausgewählt. Die Vorrunde wurde vom 22.–26. August 2017 gespielt, die Gruppensieger qualifizierten sich für die Hauptrunde.

### Gruppe A
Gastgeber der Gruppe A war Futsal Minerva aus der Schweiz. Alle Spiele wurden in der Sporthalle Weissenstein in Bern ausgetragen.
| Pl. | Verein               | Sp. | S | U | N | Tore    | Diff. | Punkte |
| --- | -------------------- | --- | - | - | - | ------- | ----- | ------ |
| 1.  | Futsal Minerva       | 3   | 3 | 0 | 0 | 011:400 | +7    | 09     |
| 2.  | Helvécia Futsal Club | 3   | 2 | 0 | 1 | 014:500 | +9    | 06     |
| 3.  | Lynx Futsal Club     | 3   | 0 | 1 | 2 | 006:140 | −8    | 01     |
| 4.  | Transylvania Futsal  | 3   | 0 | 1 | 2 | 006:140 | −8    | 01     |

| 23. August 2017      |     |                                                 |
| Helvécia Futsal Club | 7:0 | Transylvania Futsal \| Sporthalle Weissenstein  |
| Futsal Minerva       | 4:1 | Lynx Futsal Club \| Sporthalle Weissenstein     |
| 24. August 2017      |     |                                                 |
| Lynx Futsal Club     | 1:6 | Helvécia Futsal Club \| Sporthalle Weissenstein |
| Futsal Minerva       | 3:2 | Transylvania Futsal \| Sporthalle Weissenstein  |
| 26. August 2017      |     |                                                 |
| Transylvania Futsal  | 4:4 | Lynx Futsal Club \| Sporthalle Weissenstein     |
| Helvécia Futsal Club | 1:4 | Futsal Minerva \| Sporthalle Weissenstein       |

### Gruppe B
Gastgeber der Gruppe B war Differdange 03 aus Luxemburg. Alle Spiele wurden im Centre Sportif Oberkorn in Oberkorn ausgetragen.
| Pl. | Verein             | Sp. | S | U | N | Tore    | Diff. | Punkte |
| --- | ------------------ | --- | - | - | - | ------- | ----- | ------ |
| 1.  | FC Liburni Gjakovë | 3   | 3 | 0 | 0 | 020:700 | +13   | 09     |
| 2.  | KMF Titograd       | 3   | 2 | 0 | 1 | 010:110 | −1    | 06     |
| 3.  | FK Vytis Futsal    | 3   | 0 | 1 | 2 | 008:130 | −5    | 01     |
| 4.  | Differdange 03     | 3   | 0 | 1 | 2 | 007:140 | −7    | 01     |

| 23. August 2017    |     |                                               |
| FC Liburni Gjakovë | 7:3 | FK Vytis Futsal \| Centre Sportif Oberkorn    |
| Differdange 03     | 2:5 | KMF Titograd \| Centre Sportif Oberkorn       |
| 24. August 2017    |     |                                               |
| KMF Titograd       | 2:7 | FC Liburni Gjakovë \| Centre Sportif Oberkorn |
| Differdange 03     | 3:3 | FK Vytis Futsal \| Centre Sportif Oberkorn    |
| 26. August 2017    |     |                                               |
| FK Vytis Futsal    | 2:3 | KMF Titograd \| Centre Sportif Oberkorn       |
| FC Liburni Gjakovë | 6:2 | Differdange 03 \| Centre Sportif Oberkorn     |

### Gruppe C
Gastgeber der Gruppe C war ASKÖ FC Diamant Linz 03 aus Österreich. Alle Spiele wurden in der Sporthalle Europagymnasium in Linz ausgetragen.
| Pl. | Verein                       | Sp. | S | U | N | Tore    | Diff. | Punkte |
| --- | ---------------------------- | --- | - | - | - | ------- | ----- | ------ |
| 1.  | Luxol St Andrews Futsal Club | 3   | 3 | 0 | 0 | 020:600 | +14   | 09     |
| 2.  | KMF Shkupi                   | 3   | 2 | 0 | 1 | 015:150 | ±0    | 06     |
| 3.  | Maccabi Futsal               | 3   | 1 | 0 | 2 | 007:100 | −3    | 03     |
| 4.  | ASKÖ FC Diamant Linz         | 3   | 0 | 0 | 3 | 007:180 | −11   | 0      |

| 23. August 2017              |     |                                                            |
| KMF Shkupi                   | 5:1 | Maccabi Futsal \| Sporthalle Europagymnasium               |
| FC Diamant Linz              | 1:7 | Luxol St Andrews Futsal Club \| Sporthalle Europagymnasium |
| 24. August 2017              |     |                                                            |
| Luxol St Andrews Futsal Club | 9:2 | KMF Shkupi \| Sporthalle Europagymnasium                   |
| FC Diamant Linz              | 1:3 | Maccabi Futsal \| Sporthalle Europagymnasium               |
| 26. August 2017              |     |                                                            |
| Maccabi Futsal               | 3:4 | Luxol St Andrews Futsal Club \| Sporthalle Europagymnasium |
| KMF Shkupi                   | 8:5 | FC Diamant Linz \| Sporthalle Europagymnasium              |

### Gruppe D
Gastgeber der Gruppe D war IFK Uddevalla aus Schweden. Alle Spiele wurden in der Agnebergshallen in Uddevalla ausgetragen.
| Pl. | Verein          | Sp. | S | U | N | Tore    | Diff. | Punkte |
| --- | --------------- | --- | - | - | - | ------- | ----- | ------ |
| 1.  | Jahn Regensburg | 3   | 3 | 0 | 0 | 016:200 | +14   | 09     |
| 2.  | IFK Uddevalla   | 3   | 2 | 0 | 1 | 013:400 | +9    | 06     |
| 3.  | Encamp Futsal   | 3   | 0 | 1 | 2 | 002:100 | −8    | 01     |
| 4.  | SP Tre Fiori    | 3   | 0 | 1 | 2 | 002:170 | −15   | 01     |

| 23. August 2017 |     |                                    |
| Jahn Regensburg | 8:1 | SP Tre Fiori \| Agnebergshallen    |
| IFK Uddevalla   | 4:1 | Encamp Futsal \| Agnebergshallen   |
| 24. August 2017 |     |                                    |
| Encamp Futsal   | 0:5 | Jahn Regensburg \| Agnebergshallen |
| IFK Uddevalla   | 8:0 | SP Tre Fiori \| Agnebergshallen    |
| 26. August 2017 |     |                                    |
| SP Tre Fiori    | 1:1 | Encamp Futsal \| Agnebergshallen   |
| Jahn Regensburg | 3:1 | IFK Uddevalla \| Agnebergshallen   |

### Gruppe E
Gastgeber der Gruppe E war Mostar SG Staklorad aus Bosnien-Herzegowina. Alle Spiele wurden in der USRC Mithad Hujdur Hujka in Mostar ausgetragen.
| Pl. | Verein                  | Sp. | S | U | N | Tore    | Diff. | Punkte |
| --- | ----------------------- | --- | - | - | - | ------- | ----- | ------ |
| 1.  | Mostar SG Staklorad     | 3   | 3 | 0 | 0 | 032:600 | +26   | 09     |
| 2.  | Arnavutköy Belediyespor | 3   | 2 | 0 | 1 | 023:100 | +13   | 06     |
| 3.  | FC Narva United         | 3   | 1 | 0 | 2 | 008:240 | −16   | 03     |
| 4.  | Flamurtari Vlorë        | 3   | 0 | 0 | 3 | 005:280 | −23   | 0      |

| 23. August 2017         |      |                                                     |
| Flamurtari Vlorë        | 3:4  | FC Narva United \| USRC Mithad Hujdur Hujka         |
| Mostar SG Staklorad     | 7:3  | Arnavutköy Belediyespor \| USRC Mithad Hujdur Hujka |
| 24. August 2017         |      |                                                     |
| Arnavutköy Belediyespor | 12:2 | Flamurtari Vlorë \| USRC Mithad Hujdur Hujka        |
| Mostar SG Staklorad     | 13:3 | FC Narva United \| USRC Mithad Hujdur Hujka         |
| 26. August 2017         |      |                                                     |
| FC Narva United         | 1:8  | Arnavutköy Belediyespor \| USRC Mithad Hujdur Hujka |
| Flamurtari Vlorë        | 0:12 | Mostar SG Staklorad \| USRC Mithad Hujdur Hujka     |

### Gruppe F
Gastgeber der Gruppe F war Anorthosis Famagusta aus Zypern. Alle Spiele wurden in der Kitio Sports Hall in Larnaka ausgetragen.
| Pl. | Verein               | Sp. | S | U | N | Tore    | Diff. | Punkte |
| --- | -------------------- | --- | - | - | - | ------- | ----- | ------ |
| 1.  | Leo Futsal           | 3   | 3 | 0 | 0 | 015:200 | +13   | 09     |
| 2.  | Anorthosis Famagusta | 3   | 2 | 0 | 1 | 018:110 | +7    | 06     |
| 3.  | FCA Classic Chisinau | 3   | 1 | 0 | 2 | 009:210 | −12   | 03     |
| 4.  | Wrexham Futsal Club  | 3   | 0 | 0 | 3 | 009:170 | −8    | 0      |

| 23. August 2017      |      |                                             |
| FCA Classic Chisinau | 7:4  | Wrexham Futsal Club \| Kitio Sports Hall    |
| Anorthosis Famagusta | 1:5  | Leo Futsal \|\| Kitio Sports Hall           |
| 24. August 2017      |      |                                             |
| Anorthosis Famagusta | 7:4  | Wrexham Futsal Club \| Kitio Sports Hall    |
| Leo Futsal           | 7:0  | FCA Classic Chisinau \|\| Kitio Sports Hall |
| 26. August 2017      |      |                                             |
| Wrexham Futsal Club  | 1:3  | Leo Futsal \| Kitio Sports Hall             |
| FCA Classic Chisinau | 2:10 | Anorthosis Famagusta \|\| Kitio Sports Hall |

### Gruppe G
Gastgeber der Gruppe G war København Futsal aus Dänemark. Alle Spiele wurden im Svendborg Idrætscenter in Svendsborg ausgetragen.
| Pl. | Verein                   | Sp. | S | U | N | Tore    | Diff. | Punkte |
| --- | ------------------------ | --- | - | - | - | ------- | ----- | ------ |
| 1.  | BTS Rekord Bielsko-Biała | 3   | 3 | 0 | 0 | 030:600 | +24   | 09     |
| 2.  | København Futsal         | 3   | 2 | 0 | 1 | 018:150 | +3    | 06     |
| 3.  | Doukas SAC               | 3   | 1 | 0 | 2 | 009:110 | −2    | 03     |
| 4.  | Belfast United           | 3   | 0 | 0 | 3 | 011:360 | −25   | 0      |

| 23. August 2017          |      |                                                    |
| BTS Rekord Bielsko-Biała | 20:3 | Belfast United \| Svendborg Idrætscenter           |
| København Futsal         | 5:3  | Doukas SAC \|\| Svendborg Idrætscenter             |
| 24. August 2017          |      |                                                    |
| Doukas SAC               | 0:4  | BTS Rekord Bielsko-Biała \| Svendborg Idrætscenter |
| København Futsal         | 10:6 | Belfast United \|\| Svendborg Idrætscenter         |
| 26. August 2017          |      |                                                    |
| Belfast United           | 2:6  | Doukas SAC \| Svendborg Idrætscenter               |
| BTS Rekord Bielsko-Biała | 6:3  | København Futsal \|\| Svendborg Idrætscenter       |

### Gruppe H
Gastgeber der Gruppe H war Sjarmtrollan IL aus Norwegen. Alle Spiele wurden in der Tromsøhallen in Tromsø ausgetragen.
| Pl. | Verein             | Sp. | S | U | N | Tore    | Diff. | Punkte |
| --- | ------------------ | --- | - | - | - | ------- | ----- | ------ |
| 1.  | ZVV 't Knooppunt   | 3   | 3 | 0 | 0 | 016:800 | +8    | 09     |
| 2.  | Lewski Sofia-Zapad | 3   | 1 | 1 | 1 | 009:400 | +5    | 04     |
| 3.  | Sjarmtrollan IL    | 3   | 1 | 1 | 1 | 008:900 | −1    | 04     |
| 4.  | TMT Futsal Club    | 3   | 0 | 0 | 3 | 004:160 | −12   | 0      |

| 23. August 2017    |     |                                    |
| Lewski Sofia-Zapad | 6:0 | TMT Futsal Club \| Tromsøhallen    |
| Sjarmtrollan IL    | 4:6 | ZVV 't Knooppunt \|\| Tromsøhallen |
| 24. August 2017    |     |                                    |
| ZVV 't Knooppunt   | 3:2 | Lewski Sofia-Zapad \| Tromsøhallen |
| Sjarmtrollan IL    | 3:2 | TMT Futsal Club \|\| Tromsøhallen  |
| 26. August 2017    |     |                                    |
| TMT Futsal Club    | 2:7 | ZVV 't Knooppunt \| Tromsøhallen   |
| Lewski Sofia-Zapad | 1:1 | Sjarmtrollan IL \|\| Tromsøhallen  |

## Hauptrunde

### Pfad A
Der Titelverteidiger sowie die Teams auf den Koeffizienten-Rankingplätzen 1–11 sowie 16–19 wurden anhand ihres Rankings erneut in vier Lostöpfe eingeteilt. Aus jedem Lostopf wurde eine Mannschaft in eine der 4 Vorrundengruppen gelost. Die Gruppen wurde vom 10.–15. Oktober 2017 gespielt, die besten drei Mannschaften jeder Gruppe qualifizierten sich für die Eliterunde.

#### Gruppe 1
Gastgeber der Gruppe 1 war der belarussische Verein MFC Stalitsa Minsk. Alle Spiele wurden in der Sports Hall SCA in Minsk ausgetragen.
| Pl. | Verein             | Sp. | S | U | N | Tore    | Diff. | Punkte |
| --- | ------------------ | --- | - | - | - | ------- | ----- | ------ |
| 1.  | MFC Stalitsa Minsk | 3   | 3 | 0 | 0 | 016:100 | +6    | 09     |
| 2.  | Kairat Almaty      | 3   | 2 | 0 | 1 | 015:800 | +7    | 06     |
| 3.  | Pescara Calcio a 5 | 3   | 1 | 0 | 2 | 010:140 | −4    | 03     |
| 4.  | Dynamo Moskau      | 3   | 0 | 0 | 3 | 008:170 | −9    | 0      |

| 11. Oktober 2017   |     |                                       |
| Kairat Almaty      | 5:1 | Pescara Calcio a 5 \| Sports Hall SCA |
| MFC Stalitsa Minsk | 5:3 | Dynamo Moskau \| Sports Hall SCA      |
| 12. Oktober 2017   |     |                                       |
| Dynamo Moskau      | 5:1 | Kairat Almaty \| Sports Hall SCA      |
| MFC Stalitsa Minsk | 6:4 | Pescara Calcio a 5 \| Sports Hall SCA |
| 14. Oktober 2017   |     |                                       |
| Pescara Calcio a 5 | 5:3 | Dynamo Moskau \| Sports Hall SCA      |
| Kairat Almaty      | 3:5 | MFC Stalitsa Minsk \| Sports Hall SCA |

#### Gruppe 2
Gastgeber der Gruppe 2 war der slowenische Verein ŠD Brezje Maribor. Alle Spiele wurden in der Dvorana Tabor in Maribor ausgetragen.
| Pl. | Verein              | Sp. | S | U | N | Tore    | Diff. | Punkte |
| --- | ------------------- | --- | - | - | - | ------- | ----- | ------ |
| 1.  | Inter FS            | 3   | 3 | 0 | 0 | 012:200 | +10   | 09     |
| 2.  | MFK Dina Moskau     | 3   | 2 | 0 | 1 | 007:700 | ±0    | 06     |
| 3.  | Sporting Braga/AAUM | 3   | 1 | 0 | 2 | 005:800 | −3    | 03     |
| 4.  | ŠD Brezje Maribor   | 3   | 0 | 0 | 3 | 005:120 | −7    | 0      |

| 11. Oktober 2017    |     |                                      |
| Inter FS            | 4:1 | Sporting Braga/AAUM \| Dvorana Tabor |
| ŠD Brezje Maribor   | 2:5 | MFK Dina Moskau \| Dvorana Tabor     |
| 12. Oktober 2017    |     |                                      |
| MFK Dina Moskau     | 1:4 | Inter FS \| Dvorana Tabor            |
| ŠD Brezje Maribor   | 2:3 | Sporting Braga/AAUM \| Dvorana Tabor |
| 14. Oktober 2017    |     |                                      |
| Sporting Braga/AAUM | 1:2 | MFK Dina Moskau \| Dvorana Tabor     |
| Inter FS            | 4:1 | ŠD Brezje Maribor \| Dvorana Tabor   |

#### Gruppe 3
Gastgeber der Gruppe 3 war der serbische Verein KMF Ekonomac. Alle Spiele wurden in der Sports Hall Jezero in Kragujevac ausgetragen.
| Pl. | Verein                | Sp. | S | U | N | Tore    | Diff. | Punkte |
| --- | --------------------- | --- | - | - | - | ------- | ----- | ------ |
| 1.  | Sporting Lissabon     | 3   | 3 | 0 | 0 | 015:400 | +11   | 09     |
| 2.  | KMF Ekonomac          | 3   | 2 | 0 | 1 | 008:600 | +2    | 06     |
| 3.  | MFK Prodeksim Cherson | 3   | 1 | 0 | 2 | 007:110 | −4    | 03     |
| 4.  | FK Nikars Riga        | 3   | 0 | 0 | 3 | 004:130 | −9    | 0      |

| 11. Oktober 2017      |     |                                             |
| Sporting Lissabon     | 5:1 | MFK Prodeksim Cherson \| Sports Hall Jezero |
| KMF Ekonomac          | 2:1 | FK Nikars Riga \| Sports Hall Jezero        |
| 12. Oktober 2017      |     |                                             |
| FK Nikars Riga        | 5:1 | Sporting Lissabon \| Sports Hall Jezero     |
| KMF Ekonomac          | 4:2 | MFK Prodeksim Cherson \| Sports Hall Jezero |
| 14. Oktober 2017      |     |                                             |
| MFK Prodeksim Cherson | 4:2 | FK Nikars Riga \| Sports Hall Jezero        |
| Sporting Lissabon     | 3:2 | KMF Ekonomac \| Sports Hall Jezero          |

#### Gruppe 4
Gastgeber der Gruppe 4 war der italienische Verein Luparense F.C. Alle Spiele wurden in der Kioene Arena in Padua ausgetragen.
| Pl. | Verein                | Sp. | S | U | N | Tore    | Diff. | Punkte |
| --- | --------------------- | --- | - | - | - | ------- | ----- | ------ |
| 1.  | FC Barcelona Futsal   | 3   | 2 | 1 | 0 | 012:300 | +9    | 07     |
| 2.  | Luparense F.C.        | 3   | 1 | 2 | 0 | 010:500 | +5    | 05     |
| 3.  | Győri ETO Futsal Club | 3   | 1 | 0 | 2 | 006:160 | −10   | 03     |
| 4.  | FK Era-Pack Chrudim   | 3   | 0 | 1 | 2 | 006:100 | −4    | 01     |

| 11. Oktober 2017      |     |                                       |
| FC Barcelona Futsal   | 7:0 | Győri ETO Futsal Club \| Kioene Arena |
| Luparense F.C.        | 2:2 | FK Era-Pack Chrudim \| Kioene Arena   |
| 12. Oktober 2017      |     |                                       |
| FK Era-Pack Chrudim   | 0:2 | FC Barcelona Futsal \| Kioene Arena   |
| Luparense F.C.        | 5:0 | Győri ETO Futsal Club \| Kioene Arena |
| 14. Oktober 2017      |     |                                       |
| Győri ETO Futsal Club | 6:4 | FK Era-Pack Chrudim \| Kioene Arena   |
| FC Barcelona Futsal   | 3:3 | Luparense F.C. \| Kioene Arena        |

### Pfad B
Die Teams auf den Plätzen 12–15 und 20–33 des Klubkoeffizienten-Rankings stiegen in dieser Runde in den Wettbewerb ein, komplettiert durch die 8 Gruppensieger der Vorrunde. Diese 16 Teams werden in Vierergruppen gelost, aus denen sich der jeweilige Gruppensieger für die Eliterunde qualifiziert.
Dem ursprünglichen Auslosungsergebnis der Hauptrunde zufolge hätte der Gewinner der Vorrundengruppe F in der Hauptrundengruppe 8 gemeinsam mit dem aserbaidschanischen Futsal-Meister Araz Naxçivan spielen sollen. Da Leo Futsal aus Armenien die Vorrundengruppe F gewann und Teams aus Armenien und Aserbaidschan aufgrund einer Entscheidung der UEFA nicht gegeneinander spielen können, wurde Leo Futsal in Gruppe 5 gesetzt. Der Sieger der Vorrundengruppe C, Luxol St Andrews, übernahm entsprechend den Platz in Hauptrundengruppe 8.
Die Gruppenturniere wurden im Zeitraum vom 10.–15. Oktober ausgetragen. Der Sieger jeder Gruppe qualifizierte sich für die Eliterunde.

#### Gruppe 5
Gastgeber der Gruppe 5 war F.C. Nacional Zagreb aus Kroatien. Alle Spiele wurden im Dom sportova in Zagreb ausgetragen.
| Pl. | Verein               | Sp. | S | U | N | Tore    | Diff. | Punkte |
| --- | -------------------- | --- | - | - | - | ------- | ----- | ------ |
| 1.  | F.C. Nacional Zagreb | 3   | 3 | 0 | 0 | 018:600 | +12   | 09     |
| 2.  | Leo Futsal           | 3   | 1 | 1 | 1 | 011:130 | −2    | 04     |
| 3.  | FC Liburni Gjakovë   | 3   | 1 | 0 | 2 | 015:180 | −3    | 03     |
| 4.  | Garges Djibson ASC   | 3   | 0 | 1 | 2 | 009:160 | −7    | 01     |

| 12. Oktober 2017     |     |                                      |
| Garges Djibson ASC   | 4:6 | FC Liburni Gjakovë \| Dom sportova   |
| F.C. Nacional Zagreb | 4:1 | Leo Futsal \| Dom sportova           |
| 13. Oktober 2017     |     |                                      |
| Leo Futsal           | 4:4 | Garges Djibson ASC \| Dom sportova   |
| F.C. Nacional Zagreb | 8:4 | FC Liburni Gjakovë \| Dom sportova   |
| 15. Oktober 2017     |     |                                      |
| FC Liburni Gjakovë   | 5:6 | Leo Futsal \| Dom sportova           |
| Garges Djibson ASC   | 1:6 | F.C. Nacional Zagreb \| Dom sportova |

#### Gruppe 6
Gastgeber der Gruppe 6 war Slov-Matic Bratislava aus der Slowakei. Alle Spiele wurden in der Inter hala Pasiensky in Bratislava ausgetragen.
| Pl. | Verein                   | Sp. | S | U | N | Tore    | Diff. | Punkte |
| --- | ------------------------ | --- | - | - | - | ------- | ----- | ------ |
| 1.  | ZVV 't Knooppunt         | 3   | 2 | 0 | 1 | 010:700 | +3    | 06     |
| 2.  | Slov-Matic Bratislava    | 3   | 2 | 0 | 1 | 016:800 | +8    | 06     |
| 3.  | BTS Rekord Bielsko-Biała | 3   | 1 | 0 | 2 | 004:800 | −4    | 03     |
| 4.  | STU Telasi               | 3   | 0 | 1 | 2 | 002:900 | −7    | 01     |

| 10. Oktober 2017         |     |                                                  |
| STU Telasi               | 2:1 | ZVV 't Knooppunt \| Inter hala Pasiensky         |
| Slov-Matic Bratislava    | 5:2 | BTS Rekord Bielsko-Biała \| Inter hala Pasiensky |
| 11. Oktober 2017         |     |                                                  |
| BTS Rekord Bielsko-Biała | 1:0 | STU Telasi \| Inter hala Pasiensky               |
| Slov-Matic Bratislava    | 4:6 | ZVV 't Knooppunt \| Inter hala Pasiensky         |
| 13. Oktober 2017         |     |                                                  |
| ZVV 't Knooppunt         | 3:1 | BTS Rekord Bielsko-Biała \| Inter hala Pasiensky |
| STU Telasi               | 0:7 | Slov-Matic Bratislava \| Inter hala Pasiensky    |

#### Gruppe 7
Gastgeber der Gruppe 7 war Sievi Futsal aus Finnland. Alle Spiele wurden in der Raahe Sports Hall in Raahe ausgetragen.
| Pl. | Verein          | Sp. | S | U | N | Tore    | Diff. | Punkte |
| --- | --------------- | --- | - | - | - | ------- | ----- | ------ |
| 1.  | FP Halle-Gooik  | 3   | 3 | 0 | 0 | 016:000 | +16   | 09     |
| 2.  | Jahn Regensburg | 3   | 1 | 1 | 1 | 006:100 | −4    | 04     |
| 3.  | Futsal Minerva  | 3   | 1 | 0 | 2 | 006:150 | −9    | 03     |
| 4.  | Sievi Futsal    | 3   | 0 | 1 | 2 | 005:800 | −3    | 01     |

| 11. Oktober 2017 |     |                                      |
| FP Halle-Gooik   | 8:0 | Futsal Minerva \| Raahe Sports Hall  |
| Sievi Futsal     | 2:2 | Jahn Regensburg \| Raahe Sports Hall |
| 12. Oktober 2017 |     |                                      |
| Jahn Regensburg  | 0:6 | FP Halle-Gooik \| Raahe Sports Hall  |
| Sievi Futsal     | 3:4 | Minerva Futsal \| Raahe Sports Hall  |
| 14. Oktober 2017 |     |                                      |
| Futsal Minerva   | 2:4 | Jahn Regensburg \| Raahe Sports Hall |
| FP Halle-Gooik   | 2:0 | Sievi Futsal \| Raahe Sports Hall    |

#### Gruppe 8
Gastgeber der Gruppe 8 war Autobergamo Deva aus Rumänien. Alle Spiele wurden in der Sporthalle in Deva ausgetragen.
| Pl. | Verein                       | Sp. | S | U | N | Tore    | Diff. | Punkte |
| --- | ---------------------------- | --- | - | - | - | ------- | ----- | ------ |
| 1.  | Autobergamo Deva             | 3   | 2 | 0 | 1 | 013:800 | +5    | 06     |
| 2.  | Araz Naxçivan                | 3   | 2 | 0 | 1 | 014:120 | +2    | 06     |
| 3.  | Luxol St Andrews Futsal Club | 3   | 1 | 0 | 2 | 011:130 | −2    | 03     |
| 4.  | Mostar SG Staklorad          | 3   | 1 | 0 | 2 | 007:120 | −5    | 03     |

| 11. Oktober 2017             |     |                                                 |
| Araz Naxçivan                | 5:2 | Mostar SG Staklorad \| Sporthalle Deva          |
| Autobergamo Deva             | 5:2 | Luxol St Andrews Futsal Club \| Sporthalle Deva |
| 12. Oktober 2017             |     |                                                 |
| Luxol St Andrews Futsal Club | 5:2 | Araz Naxçivan \| Sporthalle Deva                |
| Autobergamo Deva             | 2:3 | Mostar SG Staklorad \| Sporthalle Deva          |
| 14. Oktober 2017             |     |                                                 |
| Mostar SG Staklorad          | 2:5 | Luxol St Andrews Futsal Club \| Sporthalle Deva |
| Araz Naxçivan                | 3:6 | Autobergamo Deva \| Sporthalle Deva             |

## Eliterunde
Die für die Eliterunde qualifizierten Teams wurden für die Auslosung in vier Töpfe eingeteilt. Die Gruppensieger aus Pfad A bildeten Topf 1, die Gruppenzweiten aus Pfad Topf 2, die Gruppendritten aus Pfad A Topf 3 und die Gruppensieger aus Pfad B Topf 4. Aus jedem Topf wurde eine Mannschaft in eine der Vierergruppen gelost. Mannschaften aus dem gleichen Verband konnten in die gleiche Gruppe gelost werden. Aufgrund einer Entscheidung des UEFA Emergency Panels konnten Teams aus Russland und der Ukraine nicht zueinander gelost werden. Für jede Gruppe wurde ein Team als Gastgeber von der UEFA ausgewählt. Die Spiele fanden im Zeitraum vom 22.–26. November 2017 statt. Die jeweiligen Gruppensieger qualifizierten sich für das Finalturnier.

### Gruppe A
Gastgeber der Gruppe A war der italienische Futsal-Vizemeister Pescara Calcio a 5. Alle Spiele wurden im Palasport Giovanni Paolo II in Pescara ausgetragen.
| Pl. | Verein              | Sp. | S | U | N | Tore    | Diff. | Punkte |
| --- | ------------------- | --- | - | - | - | ------- | ----- | ------ |
| 1.  | FC Barcelona Futsal | 3   | 3 | 0 | 0 | 012:300 | +9    | 09     |
| 2.  | KMF Ekonomac        | 3   | 2 | 0 | 1 | 014:900 | +5    | 06     |
| 3.  | Pescara Calcio a 5  | 3   | 1 | 0 | 2 | 013:900 | +4    | 03     |
| 4.  | ZVV 't Knooppunt    | 3   | 0 | 0 | 3 | 004:220 | −18   | 0      |

| 22. November 2017   |     |                                                    |
| FC Barcelona Futsal | 6:0 | ZVV 't Knooppunt \| Palasport Giovanni Paolo II    |
| Pescara Calcio a 5  | 3:5 | KMF Ekonomac \| Palasport Giovanni Paolo II        |
| 23. November 2017   |     |                                                    |
| KMF Ekonomac        | 2:3 | FC Barcelona Futsal \| Palasport Giovanni Paolo II |
| Pescara Calcio a 5  | 9:1 | ZVV 't Knooppunt \| Palasport Giovanni Paolo II    |
| 25. November 2017   |     |                                                    |
| ZVV 't Knooppunt    | 3:7 | KMF Ekonomac \| Palasport Giovanni Paolo II        |
| FC Barcelona Futsal | 3:1 | Pescara Calcio a 5 \| Palasport Giovanni Paolo II  |

### Gruppe B
Gastgeber der Gruppe B war der portugiesische Futsalmeister Sporting Lissabon. Alle Spiele wurden im Pavilhão João Rocha in Lissabon ausgetragen.
| Pl. | Verein               | Sp. | S | U | N | Tore    | Diff. | Punkte |
| --- | -------------------- | --- | - | - | - | ------- | ----- | ------ |
| 1.  | Sporting Lissabon    | 3   | 3 | 0 | 0 | 010:300 | +7    | 09     |
| 2.  | FP Halle-Gooik       | 3   | 2 | 0 | 1 | 007:500 | +2    | 06     |
| 3.  | F.C. Nacional Zagreb | 3   | 1 | 0 | 2 | 005:800 | −3    | 03     |
| 4.  | Dina Moskau          | 3   | 0 | 0 | 3 | 003:900 | −6    | 0      |

| 22. November 2017    |     |                                             |
| Dina Moskau          | 2:3 | F.C. Nacional Zagreb \| Pavilhão João Rocha |
| Sporting Lissabon    | 3:2 | FP Halle-Gooik \| Pavilhão João Rocha       |
| 23. November 2017    |     |                                             |
| FP Halle-Gooik       | 2:1 | Dina Moskau \| Pavilhão João Rocha          |
| Sporting Lissabon    | 3:1 | F.C. Nacional Zagreb \| Pavilhão João Rocha |
| 25. November 2017    |     |                                             |
| F.C. Nacional Zagreb | 1:3 | FP Halle-Gooik \| Pavilhão João Rocha       |
| Dina Moskau          | 0:4 | Sporting Lissabon \| Pavilhão João Rocha    |

### Gruppe C
Gastgeber der Gruppe C war der ungarische Futsalmeister Győri ETO Futsal Club. Alle Spiele wurden im Magvassy Mihály Sportcsarnok in Győr ausgetragen.
| Pl. | Verein                | Sp. | S | U | N | Tore    | Diff. | Punkte |
| --- | --------------------- | --- | - | - | - | ------- | ----- | ------ |
| 1.  | Győri ETO Futsal Club | 3   | 2 | 0 | 1 | 011:900 | +2    | 06     |
| 2.  | Luparense F.C.        | 3   | 2 | 0 | 1 | 015:400 | +11   | 06     |
| 3.  | MFK Prodeksim Cherson | 3   | 1 | 0 | 2 | 010:900 | +1    | 03     |
| 4.  | MFC Stalitsa Minsk    | 3   | 1 | 0 | 2 | 010:170 | −7    | 03     |

| 22. November 2017     |     |                                                       |
| Luparense F.C.        | 3:1 | MFK Prodeksim Cherson \| Magvassy Mihály Sportcsarnok |
| Győri ETO Futsal Club | 2:3 | MFC Stalitsa Minsk \| Magvassy Mihály Sportcsarnok    |
| 23. November 2017     |     |                                                       |
| MFC Stalitsa Minsk    | 4:8 | Luparense F.C. \| Magvassy Mihály Sportcsarnok        |
| Győri ETO Futsal Club | 3:2 | MFK Prodeksim Cherson \| Magvassy Mihály Sportcsarnok |
| 25. November 2017     |     |                                                       |
| MFK Prodeksim Cherson | 7:3 | MFC Stalitsa Minsk \| Magvassy Mihály Sportcsarnok    |
| Luparense F.C.        | 4:6 | Győri ETO Futsal Club \| Magvassy Mihály Sportcsarnok |

### Gruppe D
Gastgeber der Gruppe D war Titelverteidiger Inter FS aus Spanien. Alle Spiele wurden im Pabellón Jorge Garbajosa in Torrejón de Ardoz ausgetragen.
| Pl. | Verein              | Sp. | S | U | N | Tore    | Diff. | Punkte |
| --- | ------------------- | --- | - | - | - | ------- | ----- | ------ |
| 1.  | Inter FS            | 3   | 3 | 0 | 0 | 014:400 | +10   | 09     |
| 2.  | Kairat Almaty       | 3   | 2 | 0 | 1 | 012:800 | +4    | 06     |
| 3.  | Sporting Braga/AAUM | 3   | 1 | 0 | 2 | 009:160 | −7    | 03     |
| 4.  | Autobergamo Deva    | 3   | 0 | 0 | 3 | 008:150 | −7    | 0      |

| 23. November 2017   |     |                                                 |
| Kairat Almaty       | 5:2 | Autobergamo Deva \| Pabellón Jorge Garbajosa    |
| Inter FS            | 7:0 | Sporting Braga/AAUM \| Pabellón Jorge Garbajosa |
| 24. November 2017   |     |                                                 |
| Sporting Braga/AAUM | 1:4 | Kairat Almaty \| Pabellón Jorge Garbajosa       |
| Inter FS            | 2:1 | Autobergamo Deva \| Pabellón Jorge Garbajosa    |
| 26. November 2017   |     |                                                 |
| Autobergamo Deva    | 5:8 | Sporting Braga/AAUM \| Pabellón Jorge Garbajosa |
| Kairat Almaty       | 3:5 | Inter FS \| Pabellón Jorge Garbajosa            |

## Finalturnier
Am 7. Dezember 2017 verkündete die UEFA, dass das Finalturnier im Pabellón Príncipe Felipe in Saragossa ausgetragen wird. Die Auslosung fand am 14. März 2018 in der Halbzeitpause des UEFA-Champions-League-Achtelfinalspiels zwischen dem FC Barcelona und dem FC Chelsea statt. Die Gruppensieger der Eliterunde wurden ohne Beschränkungen in zwei Halbfinalspiele gegeneinander gelost.
Das Finalturnier wird im K.-o.-System gespielt. Sollte ein Spiel nach Ablauf der regulären Spielzeit unentschieden stehen, wird der Sieger in einer Verlängerung und wenn notwendig im Sechsmeterschießen bestimmt. Ausnahme ist das Spiel um Platz 3, in dem sich das Sechsmeterschießen direkt an die reguläre Spielzeit anschließen würde.

### Halbfinale
| Fr., 20. April 2018, 18:00 Uhr in Saragossa (Pabellón Príncipe Felipe) |   |                     |           |
| Győri ETO Futsal Club                                                  | – | Sporting Lissabon   | 1:6 (0:5) |
| Fr., 20. April 2018, 20:00 Uhr in Saragossa (Pabellón Príncipe Felipe) |   |                     |           |
| Inter FS                                                               | – | FC Barcelona Futsal | 2:1 (1:0) |

### Spiel um Platz 3
| So., 22. April 2018, 17:00 Uhr in Saragossa (Pabellón Príncipe Felipe) |   |                     |           |
| Győri ETO Futsal Club                                                  | – | FC Barcelona Futsal | 1:7 (1:2) |

### Finale
| Sporting Lissabon                                                          | Sporting Lissabon | Inter FS | Inter FS |
| -------------------------------------------------------------------------- | --- | --- | -------- |
| Sporting Lissabon                                                          | \| 22. April 2018 um 20:00 Uhr (MESZ) in Saragossa (Pabellón Príncipe Felipe) \| \| Ergebnis: 2:5 (1:3) \| \| Zuschauer: 10.700 \| \| Schiedsrichter: Bogdan Sorescu ( Rumänien) / Saša Tomić ( Kroatien) \| \| Spielbericht \| | \| 22. April 2018 um 20:00 Uhr (MESZ) in Saragossa (Pabellón Príncipe Felipe) \| \| Ergebnis: 2:5 (1:3) \| \| Zuschauer: 10.700 \| \| Schiedsrichter: Bogdan Sorescu ( Rumänien) / Saša Tomić ( Kroatien) \| \| Spielbericht \| | Inter FS |
| Sporting Lissabon                                                          | André Sousa – Pedro Cary, João Matos, Alex Merlim , Cardinal Bank: Marcão (TW), Divanei, Diogo, Déo, Caio Japa, Dieguinho, Cavinato, Pany Varela, Fortino Cheftrainer: Nuno Dias ( Portugal)                                    | Jésus Herrero – Ortiz , Ricardinho, Gadeia, Rafael Bank: Álex González (TW), Bebe, Daniel Shiraishi, Pola, Solano, Bruno Taffy, Borja, Elisandro, Serginho Cheftrainer: Jésus Velasco ( Spanien)                                | Inter FS |
| Sporting Lissabon                                                          | 1:1 Cavinato (8.) 2:4 Diogo (37.) | 0:1 Gadeia (3.) 1:2 Ricardinho (10.) 1:3 Elisandro (14.) 1:4 Rafael (23.) 2:5 Pola (40.) | Inter FS |
| Sporting Lissabon                                                          | Alex Merlim (2.), Cardinal (38.), Marcão (39.) | Daniel Shiraishi (28.) | Inter FS |
| 22. April 2018 um 20:00 Uhr (MESZ) in Saragossa (Pabellón Príncipe Felipe) | | |          |
| Ergebnis: 2:5 (1:3)                                                        | | |          |
| Zuschauer: 10.700                                                          | | |          |
| Schiedsrichter: Bogdan Sorescu ( Rumänien) / Saša Tomić ( Kroatien)        | | |          |
| Spielbericht                                                               | | |          |

## Torschützen
| Rang | Spieler             | Team                     | Vorrunde | Hauptrunde | Eliterunde | Finalturnier | Gesamt |
| ---- | ------------------- | ------------------------ | -------- | ---------- | ---------- | ------------ | ------ |
| 1    | Halim Selmanaj      | FC Liburni Gjakovë       | 8        | 4          | —          | —            | 12     |
| 2    | Michal Seidler      | BTS Rekord Bielsko-Biała | 8        | 1          | —          | —            | 9      |
| 3    | Marijo Aladžić      | Mostar SG Staklorad      | 6        | 2          | —          | —            | 8      |
| 3    | Fábio Aguiar        | Győri ETO Futsal Club    | —        | 2          | 6          | 0            | 8      |
| 3    | Diego Cavinato      | Sporting Lissabon        | —        | 5          | 1          | 2            | 8      |
| 6    | Alemão              | Jahn Regensburg          | 7        | 0          | —          | —            | 7      |
| 6    | Mohamed Attaibi     | ZVV 't Knooppunt         | 3        | 4          | 0          | —            | 7      |
| 6    | Leandro Esquerdinha | FC Barcelona Futsal      | —        | 3          | 0          | 4            | 7      |
| 6    | Gadeia              | Inter FS                 | —        | 2          | 4          | 1            | 7      |
| 6    | Fernando Leitão     | FP Halle-Gooik           | —        | 5          | 2          | —            | 7      |